# Werther (Turyngia)
Werther – miejscowość i gmina w Niemczech, w kraju związkowym Turyngia, w powiecie Nordhausen.